# Amédée Vidal
Amédée Vidal est un  homme politique français né le 22 juin 1864 au Rozier en Lozère et décédé en 1952 à Rodez dans l'Aveyron.
D'abord avocat à Rodez, il se lance dans l'industrie du filage de laine et gère ses propriétés agricoles. Maire de Peyreleau, il est élu conseiller général du Canton de Peyreleau en 1897, et siègera jusqu'en 1940 (date de la dissolution des conseils généraux par le Gouvernement de Vichy). Il est élu sénateur de l'Aveyron en 1921 et siège au groupe de l'Union républicaine. Il ne se représente pas en janvier 1930.

## Sources
- « Amédée Vidal », dans le Dictionnaire des parlementaires français (1889-1940), sous la direction de Jean Jolly, PUF, 1960 [détail de l’édition]